# Flight of the Conchords
Flight Of The Conchords – komediowy duet muzyczny z Nowej Zelandii, w którego skład wchodzi Bret McKenzie i Jemaine Clement. Zespół okrzyknął się „czwartym pod względem popularności w Nowej Zelandii, opartym na grze gitarowej, digi-bongosowym acapella’owo-rapowo-funkowo-komediowo-folkowym duetem”. Występy duetu Clement - McKenzie zdobyły popularność dzięki dowcipnym i błyskotliwym dialogom oraz umiejętnym parodiowaniu różnych gatunków muzycznych. Doświadczenia muzyków, ich utwory i humor stały się podstawą do stworzenia słuchowiska radiowego The BBC radio series: Flight of the Conchords, a następnie serialu komediowego Flight of the Conchords wyprodukowanego w Stanach Zjednoczonych przez stację telewizyjną HBO. Zespół jest laureatem Nagrody Grammy, a ich serial był wielokrotnie nominowany do Nagrody Emmy.

## Powstanie i nazwa zespołu
Bret McKenzie i Jemaine Clement poznali się w 1996 roku na Uniwersytecie Wiktorii w Wellington, gdzie Bret studiował muzykę, a Jemaine film i teatr. Razem z trójką innych studentów, z którymi wynajmowali mieszkanie, utworzyli kabaret So, You’re a Man. Grupa nabierała rozgłosu występując w klubach komediowych w Wellington i Auckland oraz była zaproszona na Międzynarodowy Festiwal Komediowy w Melbourne. W 1998 Bret i Jemaine postanowili założyć zespół muzyczny. Istnieją dwie wersje tego, w jaki sposób powstała nazwa zespołu. Według pierwszej Bret miał sen, w którym zobaczył gitary Gibson lecące w kluczu, które przypominały samoloty Concorde lecące w tej formacji. Według drugiej teorii, Jemaine wchodząc do łazienki mieszkania, które wynajmowali zauważył nazwę sedesu - Concorde i zaproponował Conchord (łac. con - współ-, razem z + ang. chord - akord). Bret zasugerował Flight of the Conchords i tak już zostało.

## Nagrody
| Nagroda                                     | Nagroda za              | Okazja                         |
| ------------------------------------------- | ----------------------- | ------------------------------ |
| Bronze                                      | BBC Radio Series        | Sony Radio Acadamy Awards 2006 |
| Nagroda Grammy za najlepszy komediowy album | The Distant Future      | 50th Annual GRAMMY Awards 2007 |
| Album roku                                  | Flight of the Conchords | New Zealand Music Awards 08    |
| Najlepszy zespół                            | Flight of the Conchords | New Zealand Music Awards 08    |
| Najbardziej przełomowy artysta roku         | Flight of the Conchords | New Zealand Music Awards 08    |
| Międzynarodowy sukces                       | Flight of the Conchords | New Zealand Music Awards 08    |

## Dyskografia
- 2002 - Folk the World Tour[6]:

1. "Petrov, Yelyena, and Me"
2. "K.I.S.S.I.N.G. Part A"
3. "K.I.S.S.I.N.G. Part B"
4. "Pencils in the Wind"
5. "Bus Driver's Song"
6. "Angels"
7. "Bowie"
8. "Albi"
9. "Mermaid Part A"
10. "Mermaid Part B"
11. "Nothin' Wrong"
12. "Something Special for the Ladies"
13. "Hotties"
14. "Frodo (2000 L.O.T.R rejected demo version)"

- 2006 - The BBC Radio Series: Flight of the Conchords
- 2007 - The Distant Future[7]:

1. "Business Time" - 4:05
2. "If You're Into It" - 1:46
3. "Not Crying" - 3:24
4. "The Most Beautiful Girl (In the Room) (Live)" - 5:10
5. "Banter (Live)" - 3:33
6. "Robots (Live)" - 5:00

- 2008 - Flight of the Conchords[8]:

1. "Foux Du Fafa" - 2:47
2. "Inner City Pressure" - 3:27
3. "Hiphopopotamus vs. Rhymenoceros" - 2:09
4. "Think About It" - 3:15
5. "Ladies of the World" - 3:57
6. "Mutha'uckas" - 2:27
7. "Prince of Parties" - 1:49
8. "Leggy Blonde (feat. Rhys Darby)" - 2:42
9. "Robots" - 3:43
10. "Boom" - 2:18
11. "A Kiss Is Not a Contract" - 1:55
12. "The Most Beautiful Girl (In the Room)" - 4:02
13. "Business Time" - 4:05
14. "Bowie" - 3:16
15. "Au Revoir" - 0:22

- 2009 - I Told You I Was Freaky[9]:

1. "Hurt Feelings"
2. "Sugalumps"
3. "We’re Both in Love with a Sexy Lady"
4. "I Told You I Was Freaky"
5. "Demon Woman"
6. "Rambling Through the Avenues of Time"
7. "Fashion Is Danger"
8. "Petrov, Yelyena and Me"
9. "Too Many Dicks (On the Dance Floor)"
10. "You Don’t Have to Be a Prostitute"
11. "Friends"
12. "Carol Brown"
13. "Angels"